# Tetralocularia pennellii
Tetralocularia pennellii är en vindeväxtart som beskrevs av O'donell. Tetralocularia pennellii ingår i släktet Tetralocularia och familjen vindeväxter. Inga underarter finns listade i Catalogue of Life.